# Victor Koretzky
Victor Koretzky (Béziers, 26 agosto 1994) è un mountain biker, ciclocrossista e ciclista su strada francese.
Pluri-vittorioso nel cross country nelle categorie Juniores e Under-23, nel 2021 ha vinto due prove di Coppa del mondo e la medaglia di bronzo mondiale nel cross country Elite. Dal 2022 è attivo come professionista su strada.

## Palmarès

### Mountain bike
- 2011

Campionati francesi, Cross country Junior
Campionati europei, Staffetta a squadre (con Fabien Canal, Maxime Marotte e Julie Bresset)
Campionati del mondo, Cross country Junior
Campionati del mondo, Staffetta a squadre (con Fabien Canal, Maxime Marotte e Julie Bresset)
- 2012

3ª prova Coppa del mondo, Cross country Junior (Nové Město na Moravě)
4ª prova Coppa del mondo, Cross country Junior (La Bresse)
7ª prova Coppa del mondo, Cross country Junior (Val d'Isère)
- 2014

2ª prova Coppa del mondo, Cross country Under-23 (Cairns)
- 2015

Montgenèvre
5ª prova Coppa del mondo, Cross country Under-23 (Windham)
Campionati del mondo, Staffetta a squadre (con Pauline Ferrand-Prévot, Jordan Sarrou e Antoine Philipp)
- 2016[1]

Internacionales XCO Chelva Gran Premio Cult Bikes, Cross country (Chelva)
Copa Catalana Internacional, Cross country (Banyoles)
Coppa di Francia, Cross country (Marsiglia)
Campionati francesi, Cross country Under-23
Campionati europei, Cross country Under-23
Coppa di Francia, Cross country (Ussel)
Campionati del mondo, Staffetta a squadre (con Benjamin Le Ny, Pauline Ferrand-Prévot e Jordan Sarrou)
- 2017[1]

Internacionales XCO Chelva Gran Premio Cult Bikes, Cross country (Chelva)
Copa Catalana Internacional, Cross country (Banyoles)
- 2018[1]

Copa Catalana Internacional, Cross country (Banyoles)
Copa Catalana Internacional, Cross country (Barcellona)
- 2019[1]

Campionati francesi, Cross country Elite
- 2020[1]

Internacionales XCO Chelva, Cross country (Chelva)
Zanzenberg Rennen, Cross country (Dornbirn)
Buthiers MTB XCO, Cross country (Buthiers)
Copa Catalana Internacional, Cross country (Barcellona)
Prof. Dr. Zeliha Öz MTB Cup, Cross country (İncekum)
Santa Susanna
Theodora - Velo Alanya MTB Cup, Cross country (Okurcalar)
- 2021[1]

Copa Catalana Internacional, Cross country (Banyoles)
Karaburun MTB Cup, Cross country (Alanya)
Justiniano Hotel MTB Cup, Cross country (Alanya)
Alanya Avocado MTB Cup, Cross country (Alanya)
Copa Catalana Internacional, Cross country (Barcellona)
1ª prova Coppa del mondo, Cross country Elite (Albstadt)
Coppa di Francia, Cross country (Lons-le-Saunier)
Campionati francesi, Cross country short track
5ª prova Coppa del mondo, Cross country Elite (Lenzerheide)
Coppa di Francia, Cross country (Marsiglia)
Snowshoe Mountain (Short track)
- 2022[1]

Copa Catalana Internacional, Cross country (Girona)
- 2023

Snowshoe Mountain (Short track)
Mont St. Anne (Short track)
- 2024

Banyoles
Albenga
Marseille
Araxa (Short track)
Nove Mesto Na Morave (Short track)
Campionati del mondo, Cross country short track
Mt Van Hoevenberg - Lake Placid (Short track)
Mt Van Hoevenberg - Lake Placid, Cross country
Mont St. Anne (Short track)

### Cross
- 2015-2016

3ª prova Coppa di Francia, Under-23 (Flamanville)

### Strada
- 2022 (B&B Hotels-KTM, una vittoria)

3ª tappa Alpes Isère Tour (Saint-Exupéry > Toussieu)

## Piazzamenti

### Classiche monumento
- Giro delle Fiandre

2022: 59º

### Competizioni mondiali
- Campionati del mondo di mountain bike[1]

Champéry 2011 - Cross country Junior: vincitore
Champéry 2011 - Staffetta a squadre: vincitore
Saalfelden 2012 - Cross country Junior: 2º
Saalfelden 2012 - Staffetta a squadre: 2º
Pietermaritzburg 2013 - Cross country Under-23: 8º
Lilleh.-Hafjell 2014 - Cross country Under-23: 20º
Vallnord 2015 - Cross country Under-23: 2º
Vallnord 2015 - Staffetta a squadre: vincitore
Nové Město na M. 2016 - Cross country Under-23: 2º
Nové Město na M. 2016 - Staffetta a sq.: vincitore
Cairns 2017 - Cross country Elite: 32º
Lenzerheide 2018 - Cross country Elite: 21º
Mont-Sainte-Anne 2019 - Cross country Elite: 7º
Leogang 2020 - Cross country Elite: 14º
Val di Sole 2021 - Cross country Elite: 3º
Les Gets 2022 - Cross country Elite: 8º
Glasgow 2023 - Cross country: 4º
Glasgow 2023 - Cross country short track: 2º
Vallnord 2024 - Cross country Elite: 2º
Vallnord 2024 - Cross country short track: vincitore
Stai Uniti 2024 - Cross country marathon: 5º
- Campionati del mondo di ciclocross

Koksijde 2012 - Junior: 10º
- Giochi olimpici

Rio de Janeiro 2016 - Cross country: 10º
Tokyo 2020 - Cross country: 5º
Parigi 2024 - Cross country: 2º

### Competizioni continentali
- Campionati europei di mountain bike[1]

Dohňany 2011 - Cross country Junior: 8º
Dohňany 2011 - Staffetta a squadre: vincitore
Mosca 2012 - Cross country Junior: 5º
Mosca 2012 - Staffetta a squadre: 9º
St. Wendel 2014 - Cross country Under-23: 37º
Huskvarna 2016 - Cross country Under-23: vincitore
Huskvarna 2016 - Staffetta a squadre: 2º
Monte Tamaro 2020 - Cross country Elite: 22º
Monaco di Baviera 2022 - Cross country Elite: 4º